# Zoox
Zoox, Inc（ズークス）は、Amazonの子会社で、Mobility as a Service（MaaS）を提供する自律走行車を開発している。カリフォルニア州フォスターシティに本社を置き、サンフランシスコ・ベイエリアとワシントン州シアトルにオフィスを構えている。Zooxは、Amazon Lab126、Amazon Alexa、Kuiper SystemsといったAmazonの他の部門とともに、Amazon Devices & Services組織に属している。

## 歴史

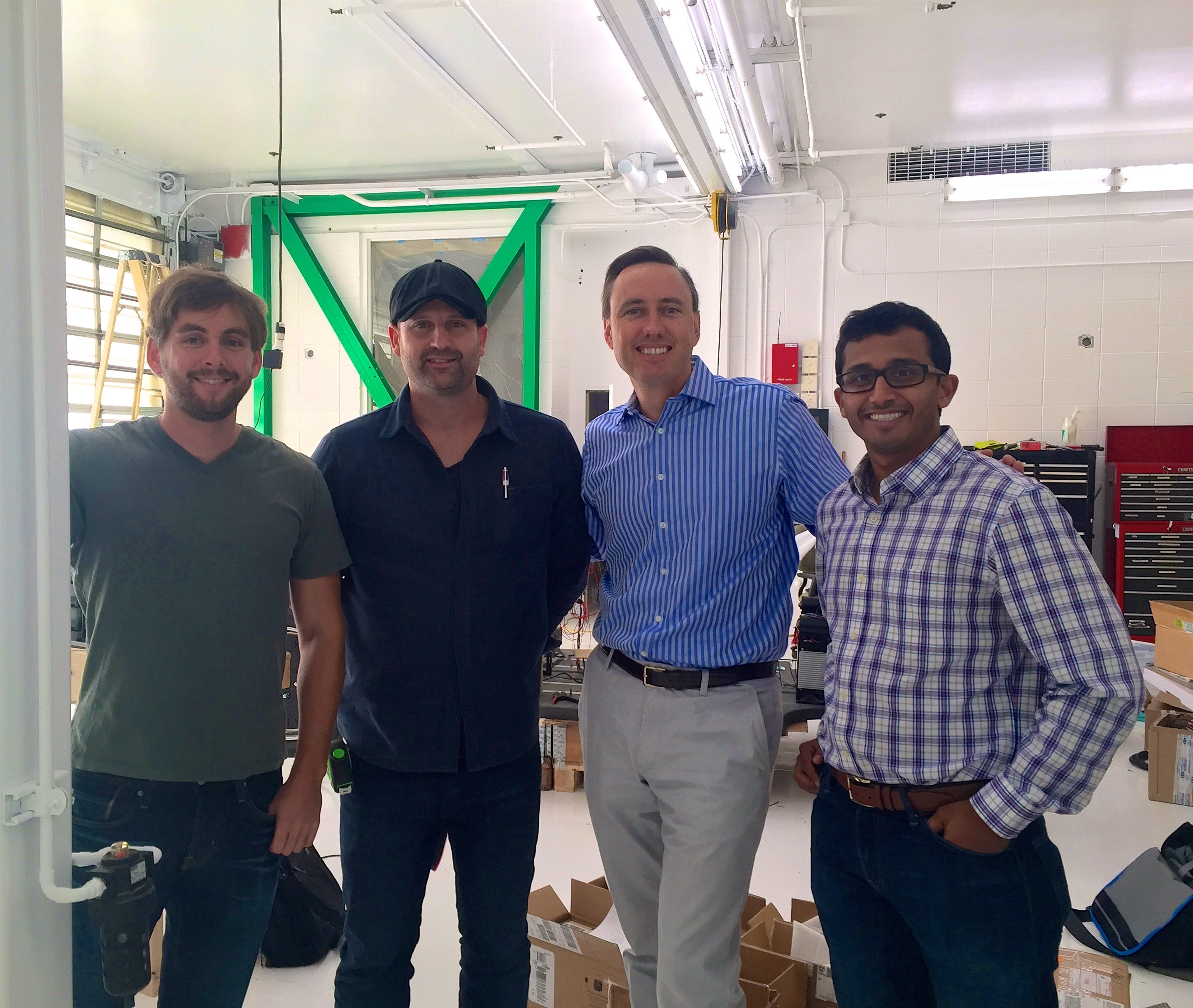
左から、ジェシー・レヴィンソン、ティム・ケントリー・クレイ、スティーブ・ジュルヴェトソン...（2015年）

Zooxは、オーストラリア人のアーティスト・デザイナーであるティム・ケントリー・クレイと、スタンフォード大学で自動運転技術を開発していたApple社のアーサー・D・レビンソン会長の息子であるジェシー・レビンソンによって2014年に設立された。「Zoox」という名前は、Zooxロボタクシーのように再生可能エネルギーに依存し、周囲の生息地の生物との共生関係を維持することができる褐虫藻（Zooxanthellae）から着想を得た。

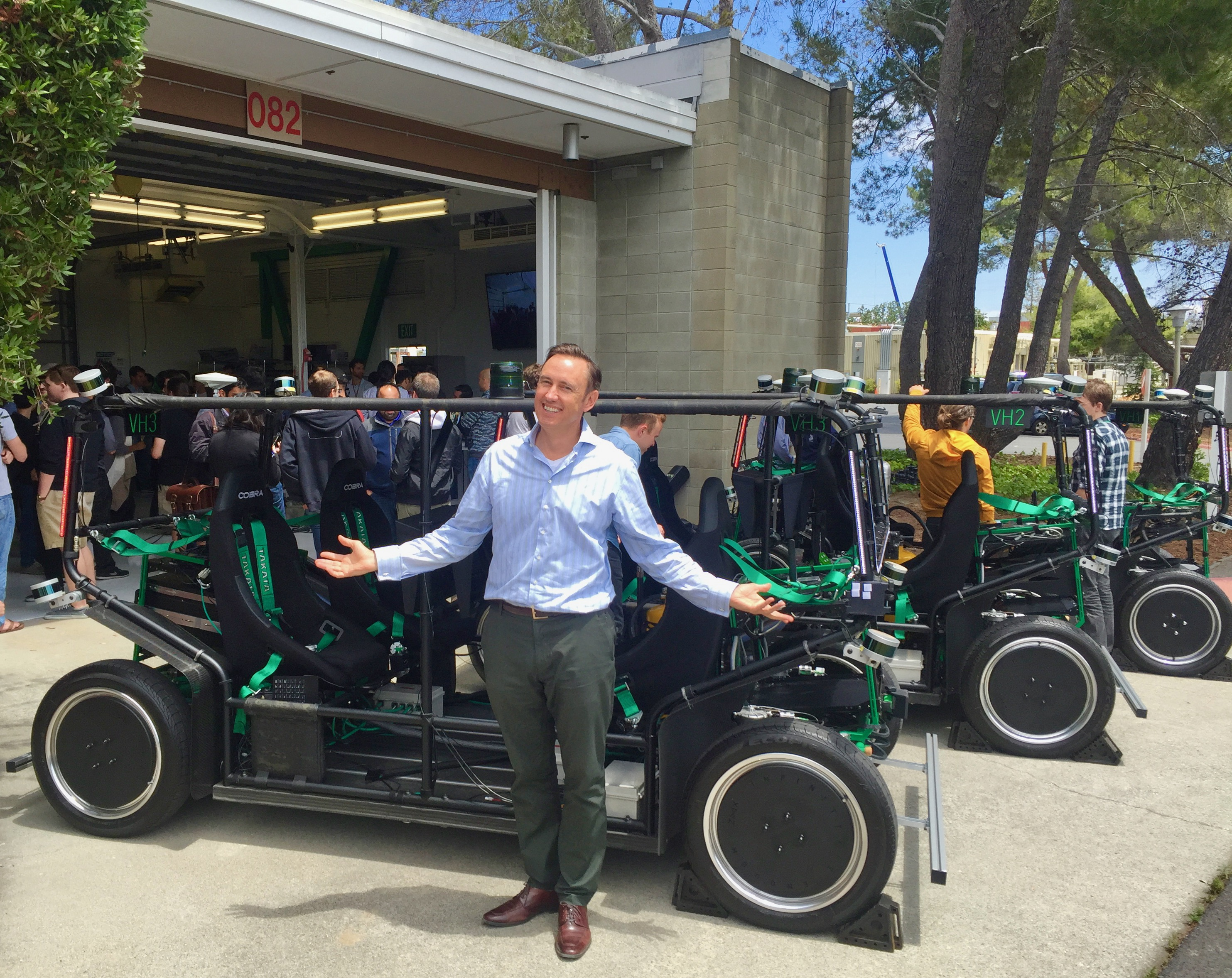
2016年、SLACにあるZoox本社の初期テスト車両

Zooxは、ロボタクシー市場をターゲットとした全く新しい自律走行車を開発している。Zooxのアプローチは、後付け車両は自律走行に最適化されていないという事実を中心に据えている。Zooxは、自動車、ロボット工学、再生可能エネルギーの最新技術を応用し、自律移動特有の課題を解決する左右対称の双方向バッテリー電気自動車を開発した。

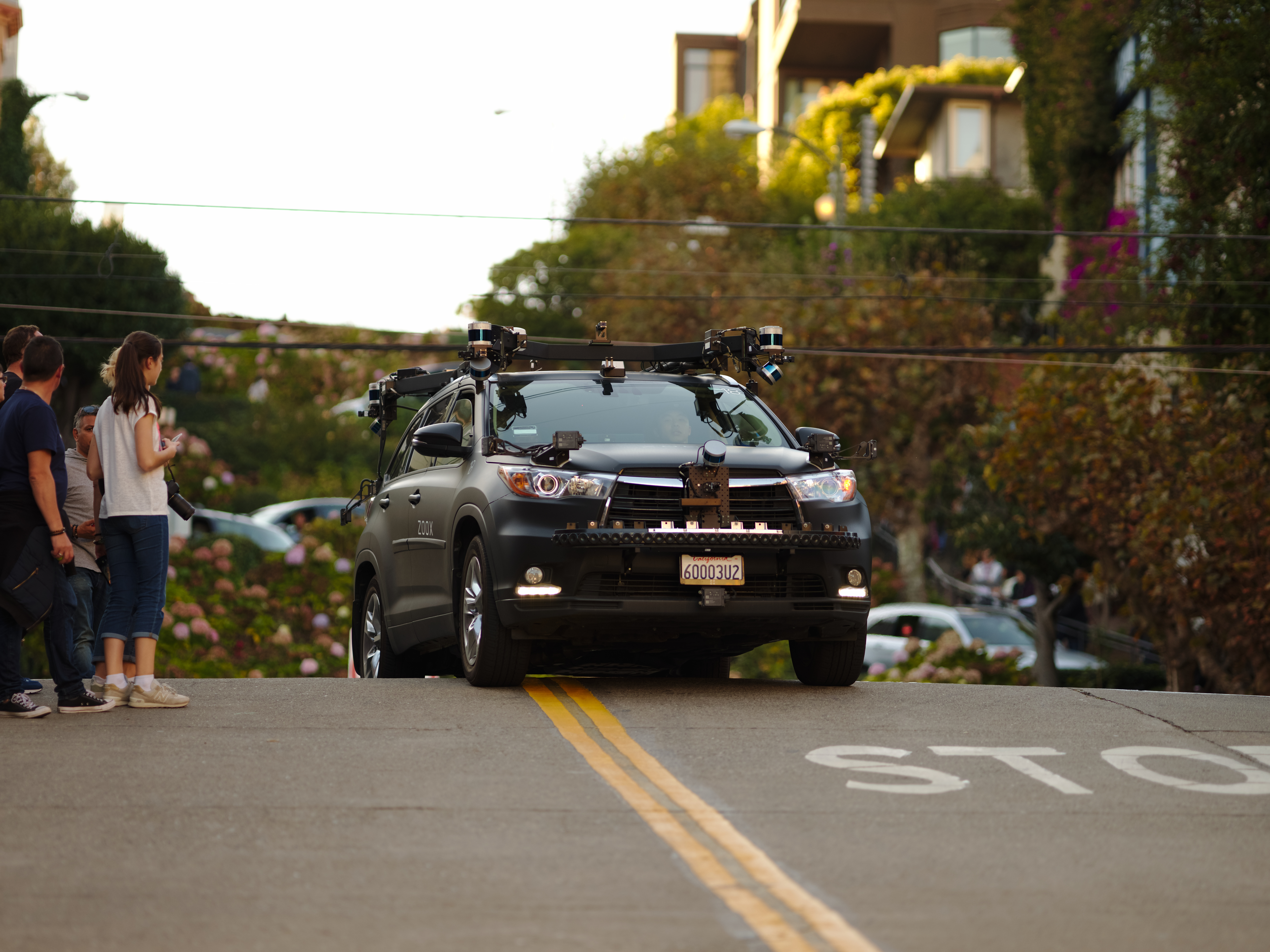
2019年に行われたサンフランシスコでのZooxのプロトタイプテスト

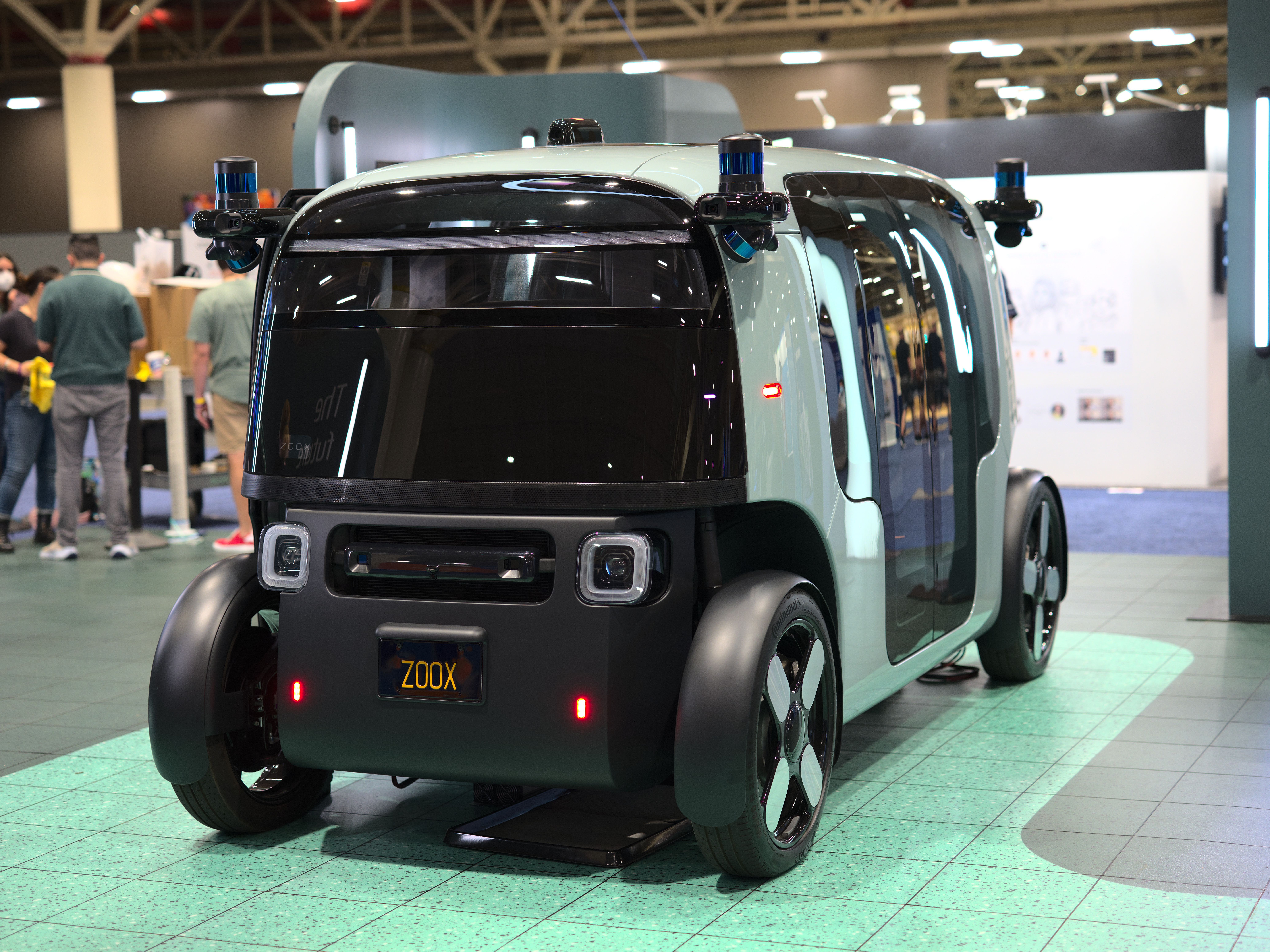
CVPR2022で披露されたZoox自律走行車

2018年12月、Zooxはカリフォルニア州で自動運転による輸送サービスを一般に提供するための承認を得た最初の企業となった。ブルームバーグによると、2018年7月までにZooxはベンチャーキャピタルから8億ドルを調達し、評価額は32億ドルだった。Draper Fisher JurvetsonはZooxに投資している。
2019年1月、ZooxはIntelで最高戦略責任者を務めていたAicha Evansを新CEOに任命した。
2020年6月26日、ZooxはAmazonと最終的な合併契約を締結し、Zooxは12億ドル超でAmazonの完全子会社となった。  
2020年9月、Zooxはカリフォルニア州で4社目となる公道でのドライバーを必要としない自動運転車のテスト許可を取得した。2020年12月14日、Zooxは時速75マイルまで走行可能な完全自律型の全電気式専用車両を披露した。
2020年12月、Zooxは商用車公開に向けた最終準備として、自動運転システムを搭載した後付けのトヨタ・ハイランダーを使用している。2018年7月時点では、サンフランシスコの金融街とノースビーチ地区、そしてラスベガスでテスト走行が行われていた。
2022年7月、Zooxは規制の変更や免除申請を必要とすることなく、既存の連邦自動車安全基準（FMVSS）の認定を取得した初の目的別の完全自律型全電気乗用車となった。
2023年、Zooxはカリフォルニア州自動車局（DMV）から、乗客を乗せて公道で自動運転ロボットタクシーのテストを開始する許可を得た。DMVはZooxに対し、フォスターシティ本社周辺の指定されたエリアで、時速35マイルまでの速度で道路を走行する限定的な許可を与えた。2023年6月、Zooxはネバダ州自動車局から公道での自律走行型ロボットタクシーの運用を許可され、ネバダ州ラスベガスに施設と事業を拡大した。
2024年5月、米国運輸省道路交通安全局（NHTSA）は、バイクとZoox車の2件の追突事故を受け、Zoox車の欠陥の可能性について調査を開始した。

## 競合テスラとの対立
2019年3月20日、テスラは2018年末から2019年初めにかけて、倉庫管理、出荷、物流に関連するテスラの専有情報および企業秘密が盗まれたとして、Zooxおよびテスラを退職してZooxに雇用された元テスラの従業員数名を相手取って訴訟を起こした。 
この訴訟は2020年4月に非公開の金額で和解が成立し、Zooxはテスラからの新入社員の一部がZooxの物流チームに加わった際に、出荷、入荷、倉庫の手順に関するテスラの文書を所持していたことを認めた。

## Amazonによる買収
2020年6月26日、AmazonとZooxは最終的な合併契約を締結し、AmazonはZooxを12億ドル超で完全子会社として買収した。このAmazonによる買収に当たり、ZooxのCEOのAicha Evansは「この買収は、自動運転業界に対するZooxの影響を固める」と述べ、共同創設者兼CTOであるジェシー・レビンソンは「Amazonの支援は、安全でクリーンで楽しい輸送を世界に提供するための私たちの道を著しく加速します」と述べた。
Zooxは、Amazon Web Servicesのような他のAmazon子会社の場合と同様に独立した取締役会を持たず、独自のガバナンス構造を持つ独立した法人として運営されている。